# ウガンダにおける死刑

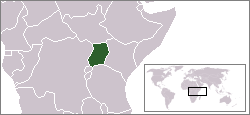
ウガンダ

ウガンダにおける死刑（ウガンダにおけるしけい）の項目では、ウガンダにおける死刑について解説する。ウガンダにおいて最後に行われた死刑執行は2005年であり、以降執行は行われていない。2005年6月14日、ウガンダの憲法裁判所は死刑を合憲とみなす判断を行っている。2012年3月のアムネスティ・インターナショナルによる報告によれば、ウガンダは現在も一般的な犯罪に対する刑罰の一部に死刑が組み込まれている国家のひとつである。